# James Joseph McCann
James Joseph McCann PC (* 29. März 1887 in Perth, Ontario; † 11. April 1961) war ein Politiker der Liberalen Partei Kanadas, der 21 Jahre lang Mitglied des Unterhauses und mehrere Jahre lang Minister im  16. kanadischen Kabinett von Premierminister William Lyon Mackenzie King sowie im 17. Kabinett von Premierminister Louis Saint-Laurent war.

## Leben
McCann absolvierte nach dem Schulbesuch ein Studium der Medizin, das er mit einem Doctor of Medicine (M.D.) abschloss. Nach dem Erwerb eines Master of Counselling (C.M.) war er als Arzt tätig und erhielt später auch einen Doktor der Rechte (LL.D.).
Als Kandidat der Liberalen Partei wurde McCann bei der Wahl vom 14. Oktober 1935 erstmals zum Mitglied des Unterhauses gewählt und vertrat dort bis zu seiner Niederlage bei der Wahl am 10. Juni 1957 mehr als 21 Jahre lang den in Ontario gelegenen Wahlkreis Renfrew South. Während seiner Unterhauszugehörigkeit war er zwischen dem 22. Januar 1942 und dem 31. Januar 1945 Vorsitzender des Unterhaus-Sonderausschusses für Rundfunk.
Am 18. April 1945 übernahm McCann im 16. Kabinett von Premierminister William Lyon Mackenzie King sein erstes Ministeramt und fungierte bis zum 18. Januar 1948 als Minister für nationale Kriegsdienste. Zugleich wurde er am 29. August 1945 Minister für nationale Einkünfte und bekleidete dieses Ministeramt seit dem 15. November 1948 bis zum 20. Juni 1957 auch im 17. kanadischen Kabinett von Premierminister Louis Saint-Laurent. Daneben übernahm er zwischen dem 18. Januar und dem 12. Dezember 1950 das Amt des Ministers für Bergbau und technische Begutachtung.